# 曾孔化
曾孔化（1493年—？年），字宗周，號華山，江西廬陵縣（今江西省吉安市）人。明朝政治人物，嘉靖壬辰進士。

## 生平
嘉靖四年（1525年）乙酉科江西乡试第六十一名，嘉靖十一年（1532年）中式壬辰科二甲十七名進士。吏部观政，授南京刑部主事，嘉靖十三年十二月改授貴州道監察御史。十四年十月被禠职为民，永不起用。

## 著作
辑有《庐陵曾氏家乘》。

## 家族
曾祖曾一德。祖父曾謙。父曾褒。母彭氏。具庆下。兄孔渊、孔澄、孔济。